# Гуннамахі
Гуннамахі (рос. Гуннамахи) — село Акушинського району, Дагестану Росії. Входить до складу муніципального утворення Сільрада Кассагумахинська.
Населення — 57 (2010).

## Населення
За даними перепису населення 2002 року в селі мешкало 63 осіб. В тому числі 31 (49.21 %) чоловіків та 32 (50.79 %) жінок.
Переважна більшість мешканців — даргинці (98 % від усіх мешканців). У селі переважає сирхинсько-тантинська мова.